# Austro-Daimler Panzerwagen
Der Austro-Daimler-Panzerwagen von Austro-Daimler gilt als typprägend für die Klasse der Anfang des 20. Jahrhunderts entstandenen Panzerwagen. Die Bauart des allradgetriebenen gepanzerten Fahrzeuges, das mit einem um 360 Grad drehbaren Geschützturm ausgerüstet war, wurde später von mehreren Herstellern für Polizei- und Militäraufträge gefertigt.

## Geschichte

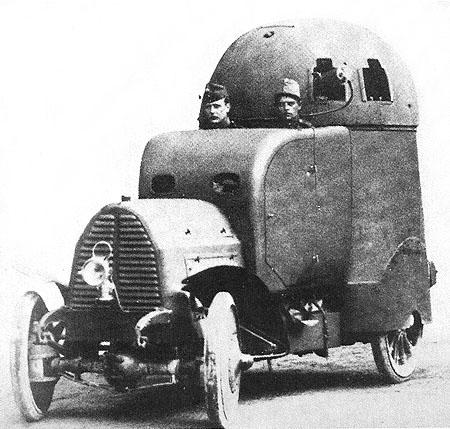
Prototyp (1906).

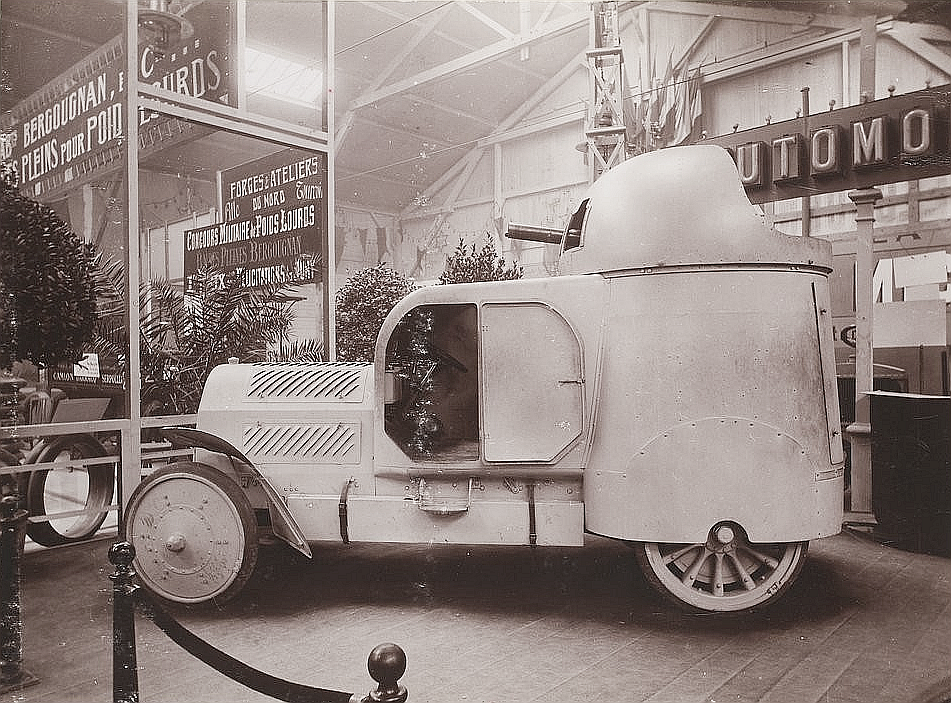
Austro-Daimler-Panzerwagen, Salon de l'Automobile de Paris Dezember 1906.

Leopold Salvator, ein General der Österreichisch-Ungarische Landstreitkräfte, erkannte das militärische Potential der Kraftfahrzeuge. 1903 wurde deshalb Paul Daimler, ältester Sohn von Gottlieb Daimler und Leiter von Austro-Daimler, beauftragt, einen Prototyp zu entwerfen. Dieser wurde nach dreijähriger Arbeit bei Austro-Daimler in Wiener Neustadt fertiggestellt. Um Geländegängigkeit zu gewährleisten, hatte der Panzerwagen Allradantrieb. Nach dem Rennwagen Spyker 60 HP war es das zweite allradgetriebene Automobil.
Für ein Automobil der damaligen Zeit wurde eine außerordentliche Geländebeweglichkeit erreicht. Der vorne eingebaute wassergekühlte 4,4 l Viertakt-Vierzylinder-Ottomotor mit 30 PS (22 kW) ermöglichte eine Marschgeschwindigkeit bis zu 24 km/h und das Überwinden von Böschungen bis zu 25 %. Steuerungselemente und Sitze waren versenkbar. Damit ragten die Köpfe des Fahrers und Beifahrers bei Normalfahrt aus der Kabine, um ungehinderte Sichte zu haben; bei Feindberührung wurden die Sitze abgesenkt und Fahrer und Beifahrer somit durch die Panzerung geschützt.
Das Fahrzeug hat sich bei den Kaisermanövern 1906 überraschend gut bewährt. Gesteuert wurde es von Reichsgraf Heinrich von Schönfeldt, dem späteren Rennfahrer, Kfz-Ingenieur und ab 1916 Leiter des Kaiserlichen Automobilwesens. Jedoch als der laute Motor gestartet wurde, scheute das Pferd des Chefs des Generalstabs des österreichisch-ungarischen Heeres, Friedrich von Beck-Rzikowsky. Kaiser Franz Joseph I. lehnte daraufhin den Panzerwagen als für militärische Zwecke unbrauchbar ab.
Das Fahrzeug wurde vor internationalem Publikum im Dezember 1906 auf dem Pariser Autosalon (Salon de l'Automobile de Paris) präsentiert. Bei dem Ausstellungsstück in Paris wurde eine modifizierte, halboffene Version der Panzerkuppel gezeigt.
Im Folgejahr baute Paul Daimer den Dernburg-Wagen, welcher auf den Erfahrungen der Antriebstechnik vom Panzerwagen basierte und im damaligen Deutsch-Südwest-Afrika eingesetzt wurde. Die Entwicklungen zum Allradantrieb sowie der Allradlenkung des Dernburg-Wagens wurden von Paul Daimler in weiteren Modellen genutzt. Auch bei anderen Herstellern von Militärfahrzeugen wurden entsprechende Entwicklungen voran getrieben.

## Varianten von anderen Herstellern
Das Konzept des Panzerwagens von Austro-Daimler wurde im Ersten Weltkrieg für einige Militärfahrzeuge genutzt. Danach folgten Fahrzeuge für den Polizeigebrauch. Neben den Varianten aus Deutschland sind auch in etlichen weiteren Staaten ähnliche Modelle entstanden. Nachfolgend eine Übersicht der bekannten Fahrzeuge:
Varianten von deutschen Fahrzeugen:

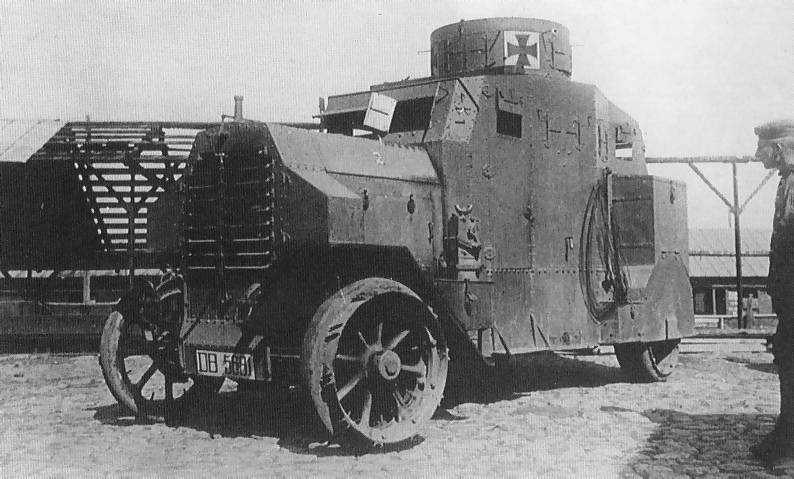
Ehrhardt E-V/4 Straßenpanzerwagen (1915/16)
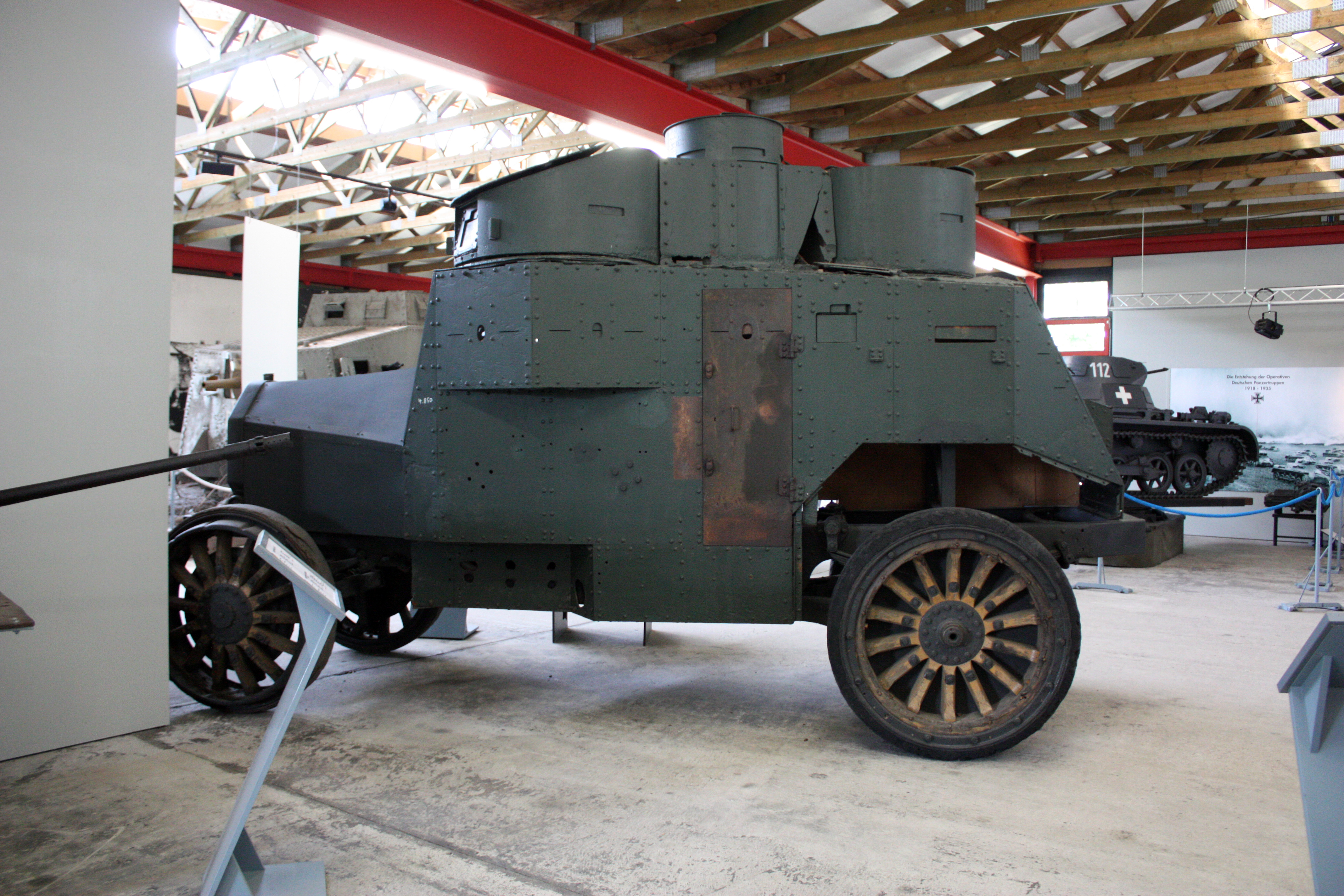
Daimler DZVR 21 (1919/21)
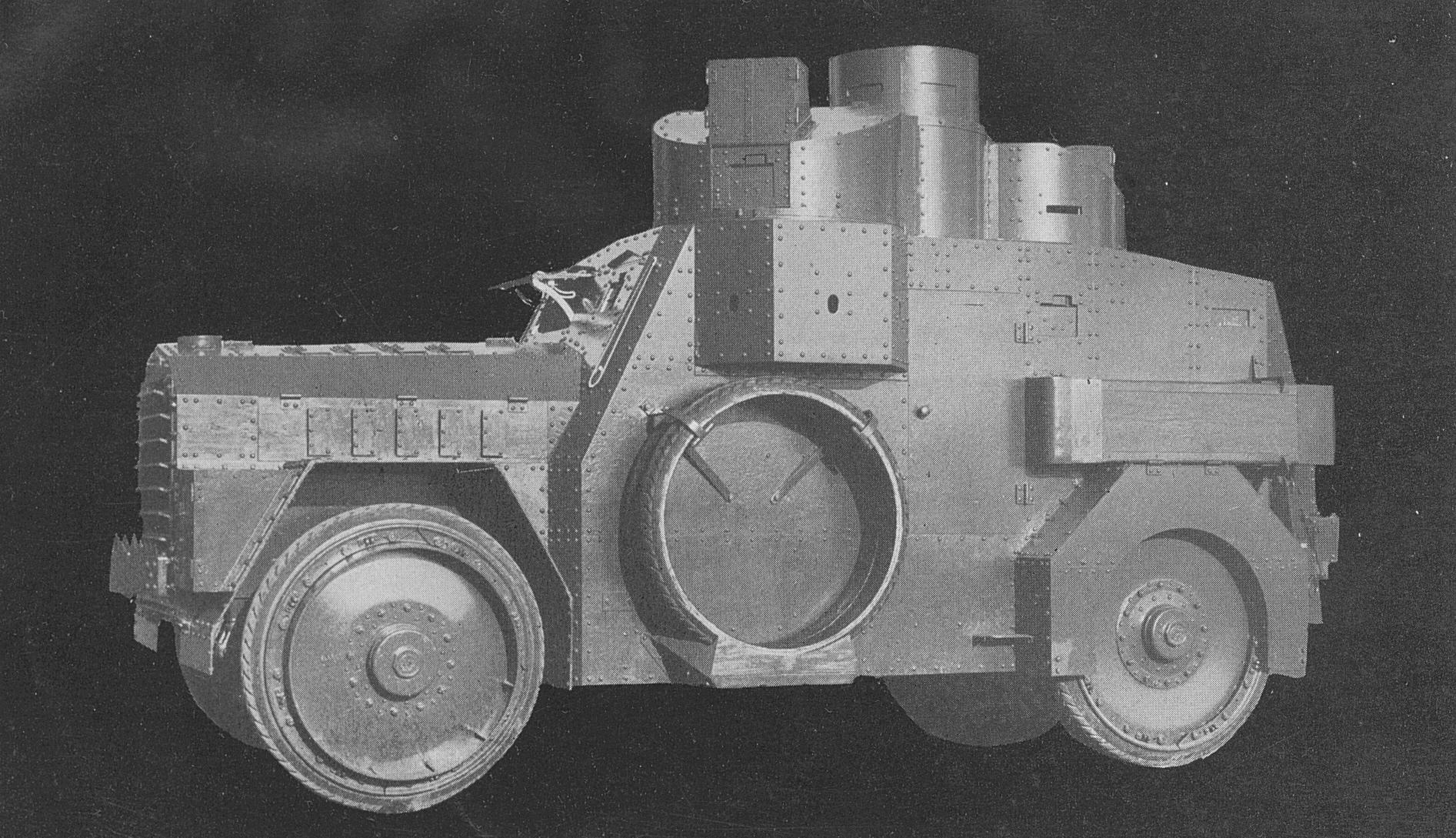
Schupo Sonderwagen Benz/21 (1921)
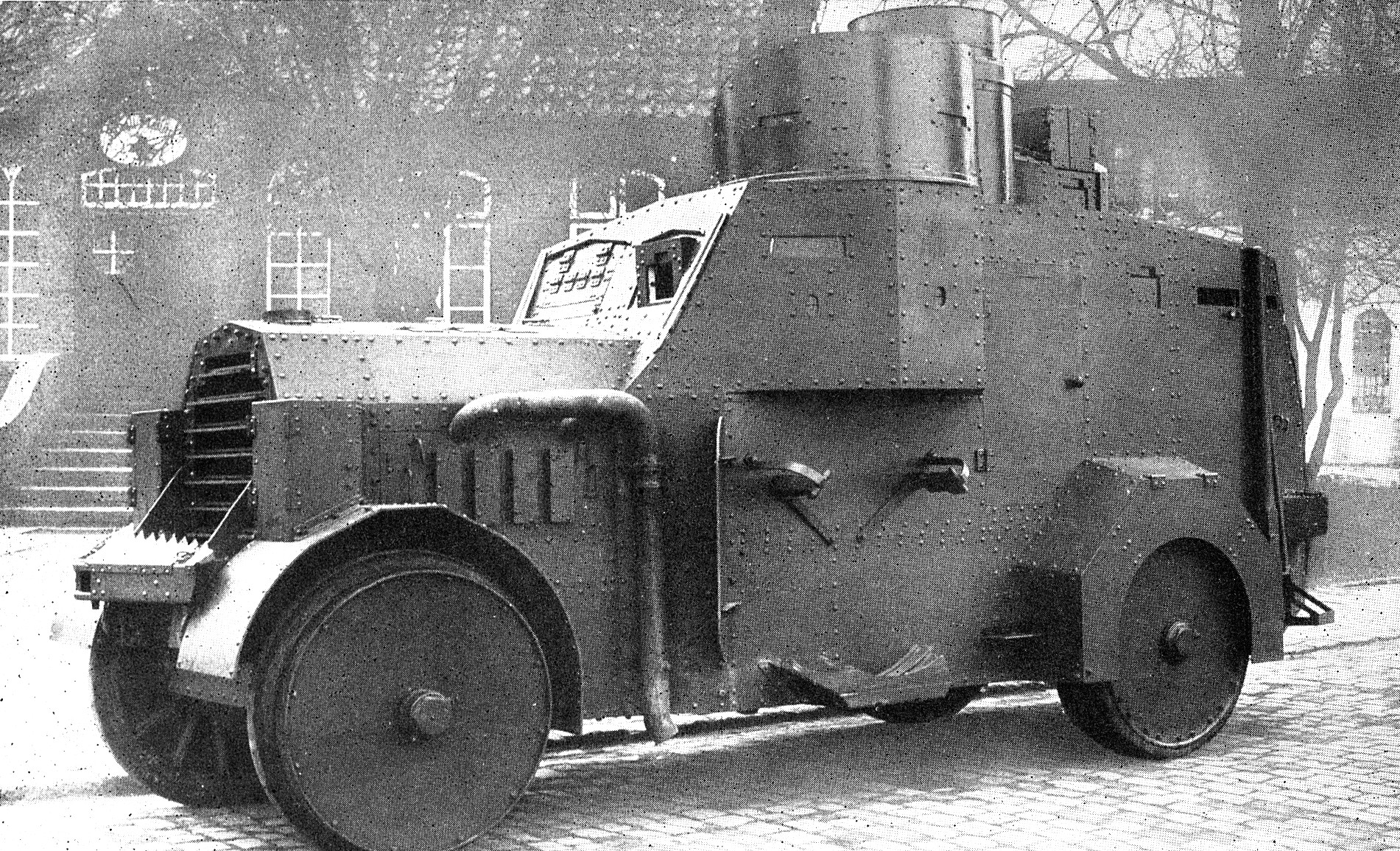
Schupo Sonderwagen Ehrhardt/21 (1921)
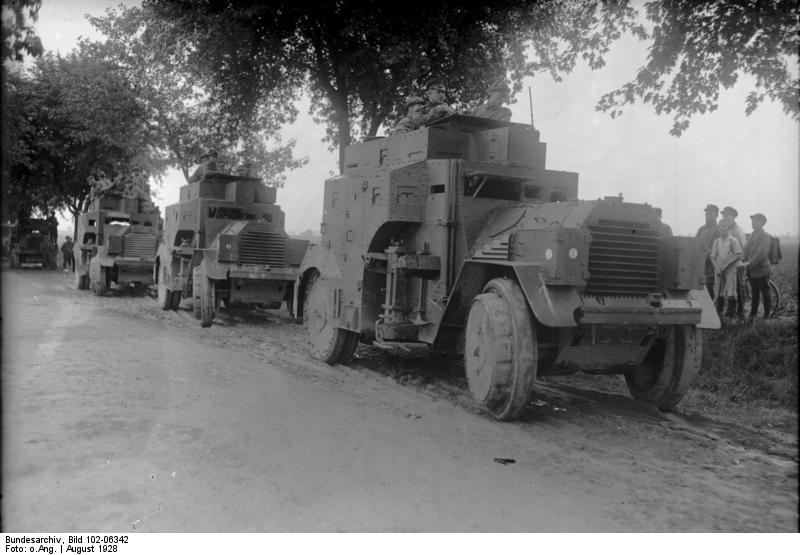
Sd.Kfz. 3, militärische Variante „Gepanzerter Kraftwagen“ (1928)

Varianten von international bekannten Fahrzeugen:

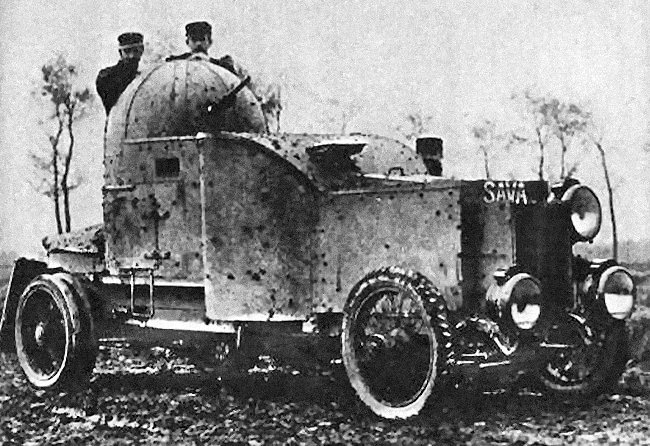
SAVA Panzerwagen aus Belgien (1914)
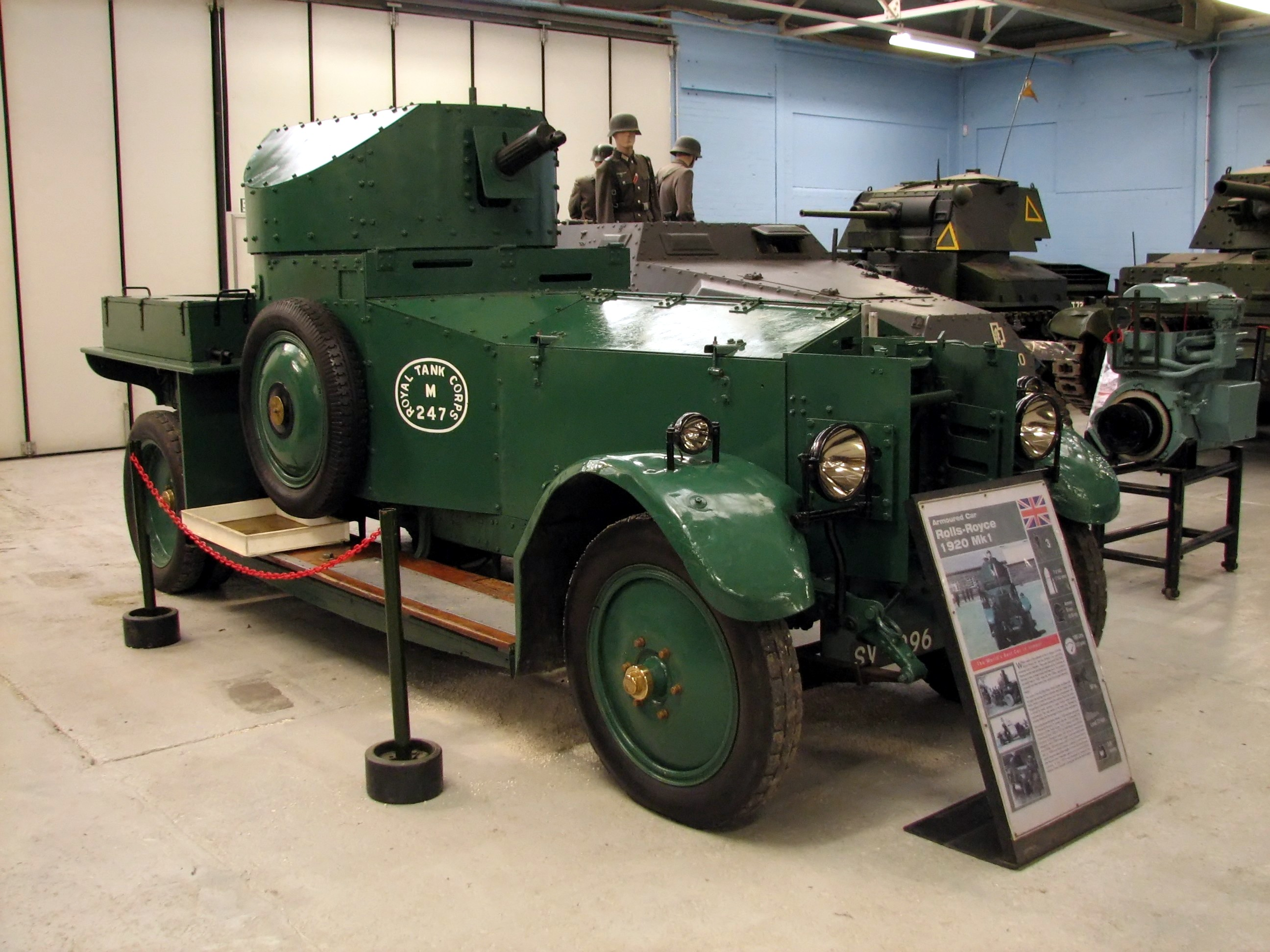
Rolls-Royce Panzerwagen (1914)
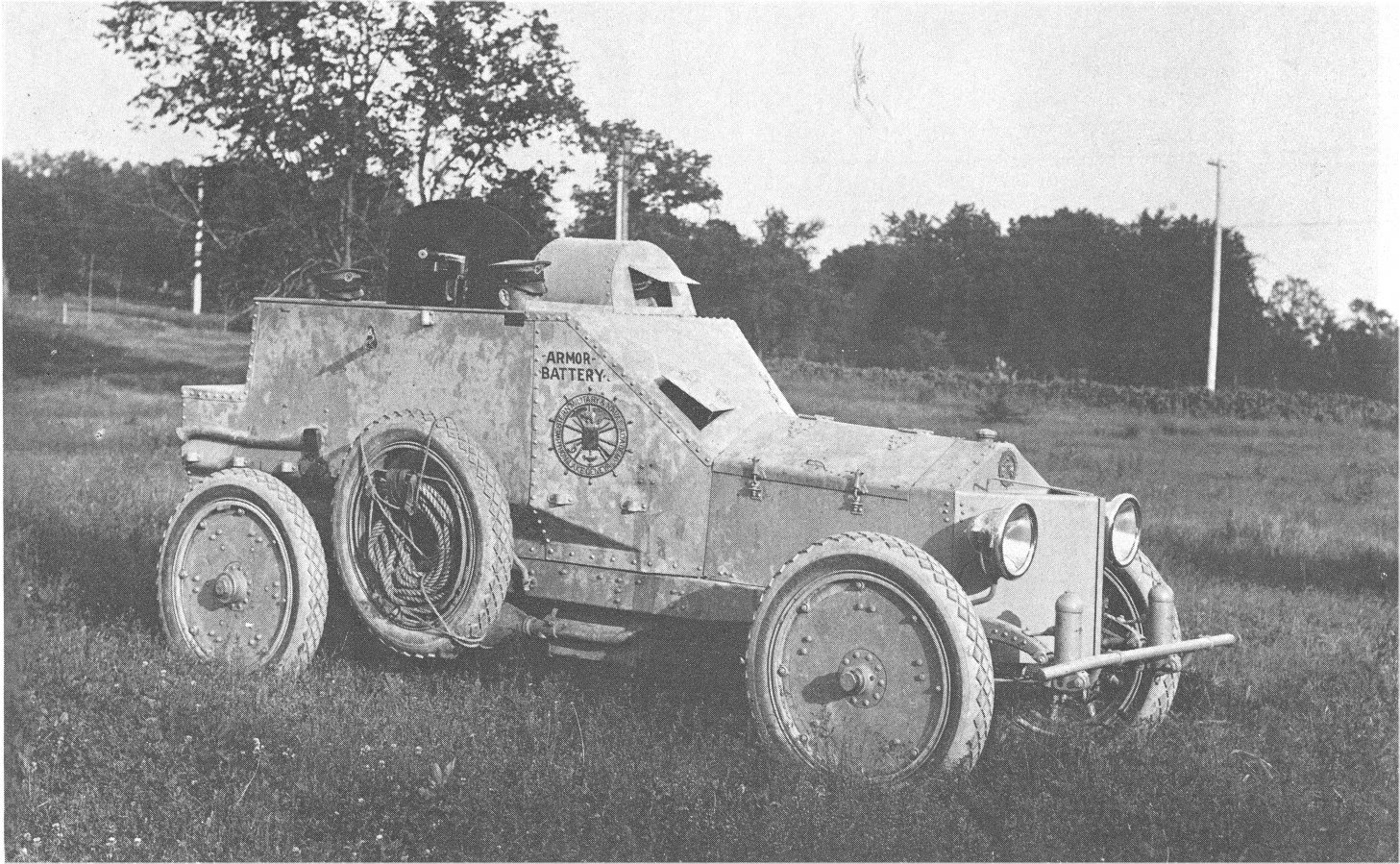
Davidson-Cadillac Panzerwagen (1915)
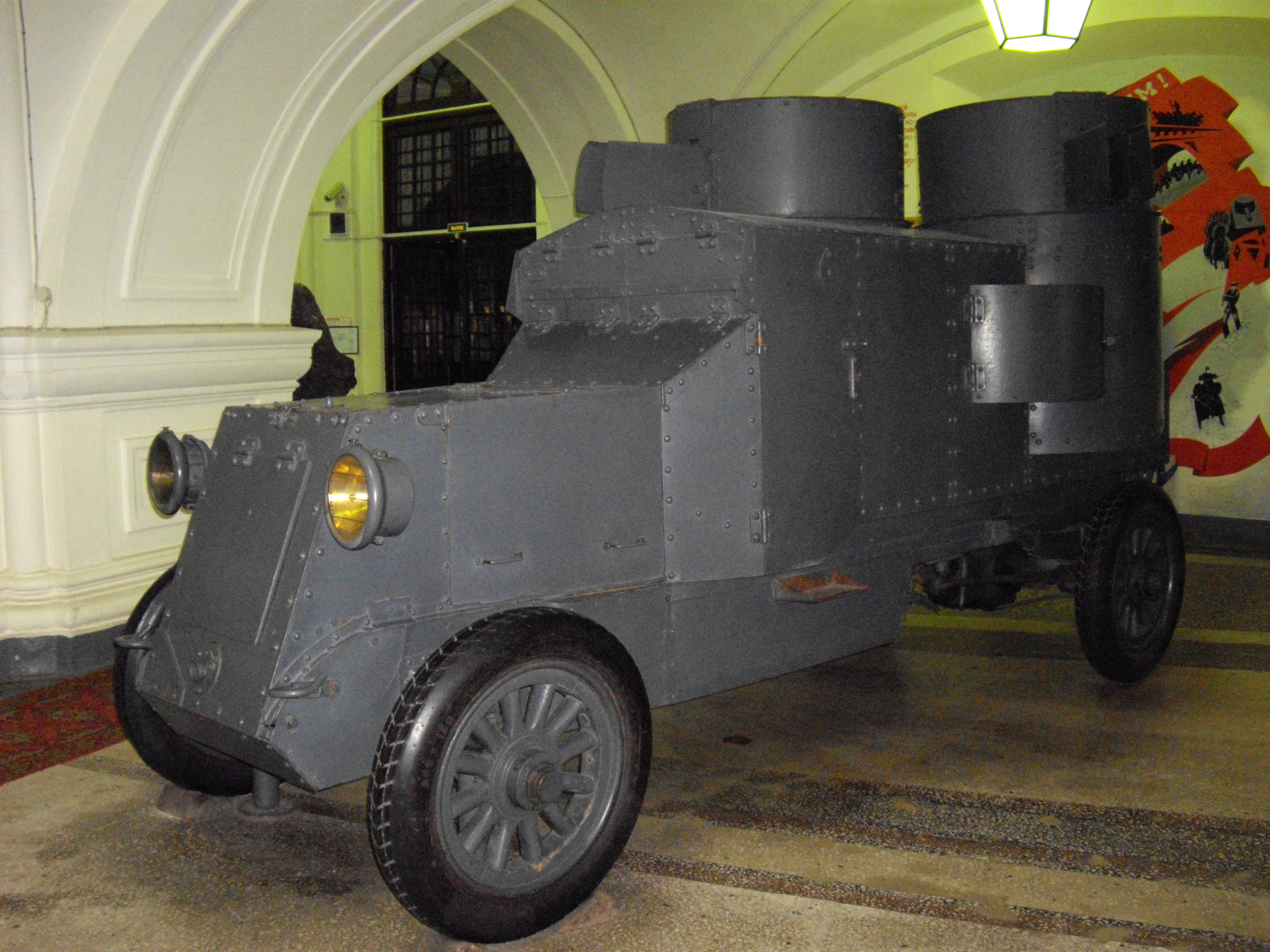
„Austin-Putilovets“ russ. Variante des Austin Panzerwagen (1918/20)
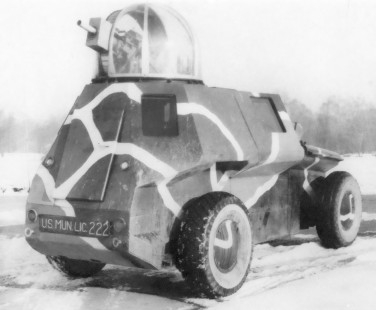
Tucker Panzerwagen (1938)